# Aeroportul El Tehuelche
Aeroportul El Tehuelche (IATA: PMY, ICAO: SAVY) este un aeroport din Puerto Madryn⁠(d), Viedma Department⁠(d), Provincia Chubut, Argentina ce deservește zona Puerto Madryn⁠(d). Aeroportul a fost tranzitat în decembrie 2022 de 13.075 de pasageri.
Situat la o altitudine de 136 m, aeroportul dispune de o singură pistă. Este operat de Aeropuertos Argentina⁠(d).